# 구미시장
구미시장(龜尾市長)은 대한민국 경상북도 구미시의 행정을 총괄하는 기초지방자치단체장이다.

## 역대 시장
| 대수       | 이름   | 임기                               |
| ---------- | ------ | ---------------------------------- |
| 초대       | 백세현 | 1978년 2월 15일 ~ 1978년 8월 1일   |
| 2대        | 이규선 | 1978년 8월 2일 ~ 1979년 5월 13일   |
| 3대        | 정충검 | 1979년 5월 14일 ~ 1981년 6월 30일  |
| 4대        | 이문환 | 1981년 7월 1일 ~ 1982년 9월 17일   |
| 5대        | 신우균 | 1982년 9월 18일 ~ 1983년 12월 26일 |
| 6대        | 박순태 | 1983년 12월 27일 ~ 1986년 3월 5일  |
| 7대        | 이상직 | 1986년 3월 6일 ~ 1988년 6월 10일   |
| 8대        | 서상은 | 1988년 6월 11일 ~ 1990년 7월 4일   |
| 9대        | 양종석 | 1990년 7월 5일 ~ 1991년 7월 15일   |
| 10대       | 이종주 | 1991년 7월 16일 ~ 1992년 7월 2일   |
| 11대       | 김정규 | 1992년 7월 3일 ~ 1993년 3월 6일    |
| 12대       | 김재학 | 1993년 3월 7일 ~ 1993년 12월 31일  |
| 13대       | 박병련 | 1994년 1월 1일 ~ 1995년 4월 19일   |
| 14대       | 박미진 | 1995년 4월 20일 ~ 1995년 6월 30일  |
| 15·16·17대 | 김관용 | 1995년 7월 1일 ~ 2006년 2월 27일   |
| 권한대행   | 김성경 | 2006년 2월 28일 ~ 2006년 6월 30일  |
| 18·19·20대 | 남유진 | 2006년 7월 1일 ~ 2018년 1월 25일   |
| 권한대행   | 이묵   | 2018년 1월 25일 ~ 2018년 6월 30일  |
| 21대       | 장세용 | 2018년 7월 1일 ~ 2022년 6월 30일   |
| 22대       | 김장호 | 2022년 7월 1일 ~                   |